# Liste des comtes de Ponthieu
Le comté de Ponthieu semble être l'évolution d'une marche créée pour défendre la Picardie contre les Vikings. Les premiers titulaires sont nommés duc des terres maritimes. Ne portant pas le titre de comtes de Ponthieu, ils administrent le Ponthieu et l'abbaye de Saint-Riquier. Le titre de comte de Montreuil apparaît au cours du Xe siècle et celui de comte de Ponthieu après 1024.

## Avoués de Saint-Riquier
- 794-814 : Angilbert (vers 745-814), duc des terres maritimes, conseiller du roi Pépin d'Italie
- 814-845 : Nithard (mort en 845), fils du précédent et de Berthe, fille de Charlemagne.
- 845-??? : Louis, abbé et avoué de Saint-Riquier[1]
- ???-866 : Rodolphe (mort en 866), abbé laïc de Jumièges, comte de Sens, fils de Welf Ier, frère de l'impératrice Judith de Bavière.
- 866-881 : Welf (mort en 881), abbé de Sainte-Colombe de Sens, fils du précédent.

## Comtes de Montreuil

### Maison de Montreuil
- 877-926 : Hilgaud (mort en 926), comte de Montreuil[2], avoué de Saint-Riquier en 881.
- 926-945 : Herluin (mort en 945), comte de Montreuil et d'Amiens (944-945), avoué de Saint-Riquier, fils du précédent
- 945-948 : Roger (mort apr. 957), comte de Montreuil, avoué de Saint-Riquier

### Maison de Flandre
- 948-958 : Arnoul Ier (873-965), comte de Flandre, s'empare de Montreuil par conquête. En 958, il se retire, laissant ses domaines à son fils.
- 958-961 : Baudouin III (940-961), comte de Flandre, fils du précédent
- 961-965 : Arnoul Ier (873-965), de nouveau. À la mort de son fils, le petit-fils n'étant qu'un nourrisson, il reprend les rênes du pouvoir.
- 965-988 : Arnoul II (961-988), comte de Flandre, fils de Baudouin III
- 988-996 : Rozala d'Italie (955-1003), veuve du précédent, remariée en 988 à Robert, futur roi de France sous le nom de Robert II le Pieux, fils d'Hugues Capet. Robert II la répudie vers 991/992, tout en gardant Montreuil et le Ponthieu.

Hugues Capet rattache Montreuil à la Couronne, et donne ensuite la terre du Ponthieu à son gendre Hugues.

## Comtes de Ponthieu

### Maison de Ponthieu
- 996-1000 : Hugues Ier d'Abbeville (mort en 1000), avoué de Saint-Riquier, châtelain d'Abbeville, puis seigneur de Ponthieu
marié vers 994 à Gisèle, fille d'Hugues Capet et d'Alix d'Aquitaine.
- 1000-1048 : Enguerrand Ier (995-1048), prend le titre de comte de Ponthieu en 1024, fils du précédent.
marié à Adélaïde de Frise, veuve de Baudouin II, comte de Boulogne, fille d'Arnould, comte de Hollande et de Luitgarde de Luxembourg
- 1048-1052 : Hugues II (1014-1052), comte de Ponthieu, fils du précédent
marié à Berthe, dame d'Aumale, fille de Guérimfred, seigneur d'Aumale
- 1052-1053 : Enguerrand II (1033-1053), comte de Ponthieu et seigneur d'Aumale, fils du précédent
marié à Adélaïde de Normandie, fille de Robert II le Magnifique, duc de Normandie, et d'Arlette de Falaise
- 1053-1100 : Guy Ier (1035-1100), comte de Ponthieu, frère du précédent
marié à Ade d'Amiens

### Maison de Montgommery
- 1100-1106/10 : Robert II de Bellême, seigneur de Bellême (jusque 1113), seigneur d'Alençon
marié à Agnès de Ponthieu, fille de Guy Ier de Ponthieu et d'Ade d'Amiens
- 1106/10-1126 : Guillaume Ier de Ponthieu dit Talvas (1095-1171), comte d'Alençon, fils du précédent.
marié à Hélène de Bourgogne (1085-1141), fille d'Eudes Ier Borrel, duc de Bourgogne et de Sibylle de Bourgogne
- 1126-1147 : Guy II de Ponthieu (1115-1147), comte de Ponthieu, fils du précédent, mort avant lui
- 1147-1191 : Jean Ier (1141-1191), comte de Ponthieu, fils du précédent
marié à Béatrice, fille d'Anselme de Campdavaine, comte de Saint-Pol, et d'Eustachie de Champagne
Il adopte des armoiries semblables à celles des ducs de Bourgogne, qui sont cousins germains par sa grand-mère maternelle.
- 1191-1221 : Guillaume II de Ponthieu dit Talvas (1177-1221), fils du précédent
marié en 1195 à Adèle de France (1160-1221), fille de Louis VII, roi de France, et de Constance de Castille
- 1221-1250 : Marie de Ponthieu (1199-1250), fille du précédent
mariée en 1208 avec Simon de Dammartin (1180-1239)

### Maison de Dammartin-en-Goële
- 1221-1237 : Simon de Dammartin (1180-1239), comte d'Aumale et de Ponthieu.
marié en 1208 à Marie (1199-1250), comtesse de Ponthieu, fille de Guillaume II et d'Adèle de France
- 1239-1278 : Jeanne de Dammartin (1220-1279), comtesse d'Aumale et de Ponthieu, fille du précédent
mariée en 1237 à Ferdinand III, roi de Castille (1199-1252)
mariée en 1254 à Jean de Nesle (  -1292), ce dernier gérant le comté en son nom.

### Maison de Castille
- 1239-1252 : Ferdinand Ier, roi de Castille (Ferdinand III)
marié en 1237 à Jeanne de Dammartin, comtesse d'Aumale, comtesse de Ponthieu.
- 1278-1290 : Éléonore de Castille (1241-1290), fille de la précédente, infante de Castille, comtesse de Montreuil et de Ponthieu.
mariée en 1254 au roi d'Angleterre Édouard Ier Plantagenêt.

### Plantagenêt
- 1278-1290 : Édouard Ier (1239-1307), roi d'Angleterre, duc d'Aquitaine et comte de Ponthieu.
marié en 1254 à Éléonore de Castille (1241-1290), comtesse de Ponthieu, fille du roi Ferdinand III de Castille et de Léon, et de Jeanne de Dammartin, comtesse de Ponthieu.
- 1290-1325 : Édouard II (1284-1327), roi d'Angleterre, duc d'Aquitaine et comte de Ponthieu, fils du précédent
marié en 1308 à Isabelle de France (1295-1358)
- 1325-1337 : Édouard III (1312-1377), roi d'Angleterre, duc d'Aquitaine et comte de Ponthieu, fils du précédent.
marié le 24 janvier 1328 à York à Philippa de Hainaut (1314-1369), fille de Guillaume, comte de Hainaut, Hollande et Zélande et sire de la Frise.

En 1337, le roi de France Philippe VI de Valois confisque le Ponthieu.

## Réunions au domaine royal et cessions
- 1351-1360 : Jacques Ier de Bourbon (1319-1362), comte de la Marche et de Ponthieu

En 1360, le traité de Brétigny rend le Ponthieu à l'Angleterre.
- 1360-1369 : Édouard III, roi d'Angleterre

En 1369, le roi Charles V de France le reconquiert et le réunit au domaine royal. Son petit-fils, Charles, futur roi Charles VII, (11° enfant de Charles VI), est titré comte de Ponthieu à sa naissance en 1403.
De 1417 à 1430, il est occupé par les Anglais :
- 1417-1422 : Henri V, roi d'Angleterre
- 1422-1430 : Henri VI, roi d'Angleterre

De 1435 à 1477 il est cédé aux ducs de Bourgogne :
- 1435-1467 : Philippe III le Bon
- 1467-1477 : Charles le Téméraire

En 1477, Louis XI le réunit au domaine royal et forma avec le Vermandois, le Comté de Guînes et le Comté de Boulogne, une nouvelle province, la Picardie.

## Comtes apanagistes
Le Ponthieu sera donné en apanage :
- 1583-1619 : Diane de Valois (1538-1619), fille illégitime d'Henri II, roi de France. Elle fut mariée :
  - en 1552 à Horace Farnèse (1532-1553), duc de Castro
  - en 1557 à François (1530-1579), duc de Montmorency
- 1619-1650 : Charles de Valois (1573-1650), duc d'Angoulême, fils illégitime de Charles IX
marié en 1591 à Charlotte de Montmorency (1571-1636)
- 1650-1653 : Louis Emmanuel (1593-1653), duc d'Angoulême, comte de Ponthieu, fils du précédent
marié en 1629 à Henriette de La Guiche (1597-1682)
- 1653-1690 : Marie-Françoise d'Angoulême (1632-1696), duchesse d'Angoulême et comtesse de Ponthieu
mariée en 1649 à Louis de Lorraine (mort en 1654), duc de Joyeuse.

Sans enfant survivant, elle laisse ses possessions à la Couronne.

## Titre de courtoisie
- 1830-1836 : Charles X (1757-1836), roi détrôné de France, adopte en partant pour l'exil le titre de « comte de Ponthieu » (comté qui faisait partie de son apanage avant 1789).

## Articles liés
- Comté de Ponthieu
- Ponthieu
- Maison de Ponthieu
- Histoire d'Abbeville